# Alois Schönfeld
Alois Schönfeld (* 13. April 1872 in Pfeiffer, Wolga-Gebiet, Russisches Kaiserreich; † 6. April 1938 im Gulag Karlag, Kasachstan, Sowjetunion) war ein russlanddeutscher römisch-katholischer Geistlicher und Märtyrer.

## Leben
Alois Schönfeld wuchs im Bistum Tiraspol auf. Er studierte Theologie im Priesterseminar Saratow und wurde 1895 zum Priester geweiht. Die Stationen seines Wirkens waren: Kostheim/Pokasne, 1898 Roshdestwenskoje, 1903 Stawropol, 1905 Simferopol, 1911 Jamburg, 1923 Odessa. 1924 wurde er zu 3 Jahren Verbannung verurteilt. 1927 kehrte er nach Sinowjewsk zurück. 1932 wurde ihm das Wahlrecht entzogen. Am 29. Juli 1935 wurde er verhaftet, am 14. Mai 1936 zu 5 Jahren Arbeitslager verurteilt und ins Lager Karlag deportiert. Dort starb er im April 1938.

## Gedenken
Die Römisch-katholische Kirche in Deutschland nahm Pfarrer Alois Schönfeld als Märtyrer in das deutsche Martyrologium des 20. Jahrhunderts auf.